# Harpur (Parsa)
Harpur (nepalski: हरपुर) – gaun wikas samiti w środkowej części Nepalu w strefie Narajani w dystrykcie Parsa. Według nepalskiego spisu powszechnego z 2001 roku liczył on 773 gospodarstw domowych i 5051 mieszkańców (2440 kobiet i 2611 mężczyzn).